# 神々の黄昏 (楽劇)
『神々の黄昏』（かみがみのたそがれ、ドイツ語: Götterdämmerung）は、リヒャルト・ワーグナーが1869年から1874年までかけて作曲し1876年に初演した楽劇。ワーグナーの代表作である舞台祝祭劇『ニーベルングの指環』四部作の4作目に当たる。

## 概要
『ニーベルングの指環』四部作は、ひとつのプロローグと3日を要する舞台上演と見なすことができ、本作『神々の黄昏』はその「第3日」(Dritter Tag)に当たるとともに、四部作の最後を締めくくる作品である。
「指環」四部作はそれぞれ独立した性格を持ち、単独上演が可能である。『神々の黄昏』は序幕を含む全3幕からなり、上演時間は約4時間20分（序幕および第1幕110分、第2幕70分、第3幕80分）。四部作中もっとも長大であり、劇的変化に富む。
序幕と第1幕の間奏曲「夜明け - ジークフリートのラインへの旅」や第3幕の間奏曲「ジークフリートの葬送行進曲」及び「ブリュンヒルデの自己犠牲」の音楽は演奏効果が高く、しばしば管弦楽のみで独立して演奏される。
物語は、『エッダ』『ヴォルスンガ・サガ』など北欧神話の物語を軸にしつつドイツの叙事詩『ニーベルンゲンの歌』を始めとするドイツ英雄伝説や、ワーグナー独自の重層的・多義的な世界が構築されている。『神々の黄昏』はこのうち『北欧神話』によるところが多い。直接引用されてはいないがギリシア神話の影響も見られる。
『神々の黄昏』の台本は、作曲者が1848年に草案として書いた『ジークフリートの死』を原型とし、構想の拡大に伴って1852年に手直しされた。音楽は1869年から1874年にかけて作曲された。1876年8月13日から17日まで開催された第1回バイロイト音楽祭において、『ニーベルングの指環』四部作全曲として初演された。
バイロイト音楽祭では四部作が連続上演される。内訳は以下のとおり。
- 序夜 『ラインの黄金』 (Das Rheingold)
- 第1日 『ヴァルキューレ』 (Die Walküre)
- 第2日 『ジークフリート』 (Siegfried)
- 第3日 『神々の黄昏』 (Götterdämmerung)　本作

## 作曲の経緯

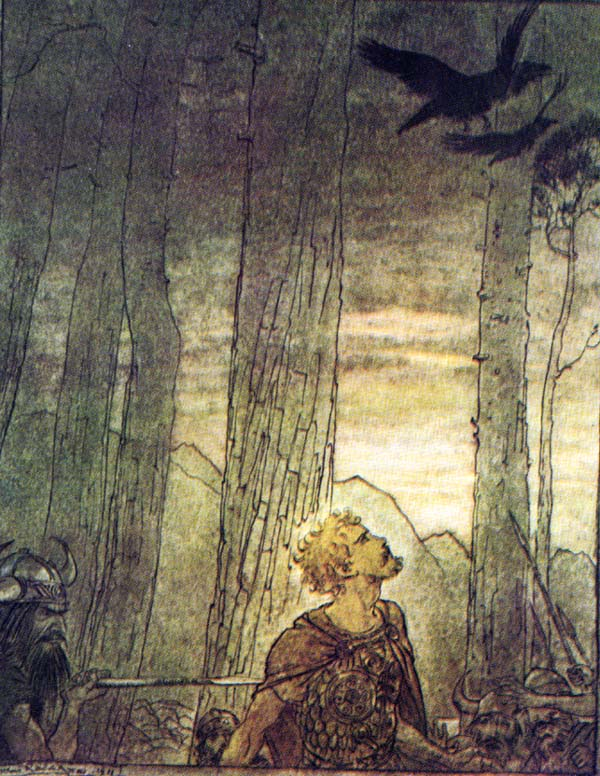
ジークフリートの死（アーサー・ラッカム画、以下同じ）

### 構想と台本
- ヤーコプ・グリムが出版した『ドイツ神話』からワーグナーが『ニーベルンゲンの歌』などを知ったのは1843年であった。1848年11月、ワーグナーは『ジークフリートの死』の台本草案を書き、これが後の『神々の黄昏』となる。詳細は、#『ジークフリートの死』の成立過程を参照のこと。
- 1851年、ワーグナーは『ジークフリートの死』の前編に当たる『若きジークフリート』（後の『ジークフリート』）を構想、この構想はさらに物語の発端まで拡大されていく。その詳細については『ニーベルングの指環』及び『ラインの黄金』も参照のこと。
- 1852年7月に『ヴァルキューレ』（第一日）、同年11月に『ラインの黄金』（序夜）の台本が完成。同年12月、四部作化に伴って『ジークフリートの死』、『若きジークフリート』の台本が手直しされた。
- 1863年、台本の公刊に際し、『ジークフリートの死』は『神々の黄昏』と改題された。同様に『若きジークフリート』も『ジークフリート』に改題されている。

### 作曲
- 1853年9月5日、イタリアのラ・スペツィア滞在中にワーグナーが体験したという「霊感」については『ラインの黄金』を参照のこと。その後、同年11月から『ラインの黄金』の作曲に着手する。実際には、これに先立つ1850年、ジュネーヴでの亡命生活のもとで、ワーグナーは「ヴァルキューレの歌」（のちの『神々の黄昏』第1幕第3場のヴァルトラウテの語りに相当する）、「ノルンの情景」（のちの『神々の黄昏』序幕前半に相当）、「ブリュンヒルデとジークフリートの別れ」（のちの『神々の黄昏』序幕後半）の音楽をスケッチしていた。しかし、これらは後の本格的な作曲との関連は薄い[2]。
- 『ラインの黄金』が1854年に完成。
- 『ヴァルキューレ』が1856年に完成。
- 『ジークフリート』は1856年3月に着手されるが、翌1857年に中断し、1871年に全曲が完成する。
- 『神々の黄昏』の作曲開始は1869年10月で、『ジークフリート』の作曲期間と一部重なっている。草稿は2段階方式をとり、具体的には次のとおりとなっている。
  - 第1幕　第1草稿を1869年10月着手、1870年7月に第2草稿を完成。総譜浄書は1873年5月 - 同年12月まで。
  - 第2幕　第1草稿1871年6月 - 同年10月まで。第2草稿1871年7月 - 同年11月完成。総譜浄書は1874年1月 - 同年6月まで。
  - 第3幕　第1草稿1872年1月 - 同年4月まで。第2草稿1872年2月 - 同年7月完成。総譜浄書は1874年7月 - 同年11月21日まで。『ニーベルングの指輪』の完結であり、『ジークフリートの死』の草案から26年目のことであった。自筆総譜の最終ページに、ワーグナーは「1874年11月21日、ヴァーンフリート荘にて完成。もう何も言うまい！」と書き込んでいる[3]。
- この間、1872年にバイロイト祝祭劇場の定礎式があり、1874年にワーグナーはバイロイトに移っていた。

## 初演
1876年8月17日、バイロイト祝祭劇場にて開催された第1回バイロイト音楽祭において、『ニーベルングの指環』四部作として初演。指揮はハンス・リヒター。主な配役は次のとおり。
- ゲオルク・ウンガー（ジークフリート）
- アマリエ・マテルナ（ブリュンヒルデ）
- オイゲン・グラ（グンター）
- グスタフ・ジーア（ハーゲン）
- マチルデ・ヴェッカーリン（グートルーネ）
- カール・ヒル（アルベリヒ）

## 編成

### 登場人物
- ジークフリート（テノール）　『ニーベルンゲンの歌』の英雄、ジークムントとジークリンデの子。
- グンター（バリトン）　ライン河畔のギービヒ家の当主。『ニーベルンゲンの歌』のブルグント王国の一族。
- ハーゲン（バス）　アルベリヒが人間の女に生ませた息子。グンターとは異父弟。
- アルベリヒ（バス）　ニーベルング族の小人。
- ブリュンヒルデ（ソプラノ）　ヴォータンの娘。ジークフリートの妻。
- グートルーネ（ソプラノ）　グンターの妹。
- ヴァルトラウテ（アルト）　ヴァルキューレ。ブリュンヒルデの妹。
- 3人のノルン　「運命の女神」三姉妹。エルダの娘。ギリシア神話のモイラ、ローマ神話のパルカに相当する。　
  - 第1のノルン（アルト）　
  - 第2のノルン（メゾソプラノ）
  - 第3のノルン（ソプラノ）
- 3人のラインの乙女
  - ヴォークリンデ（ソプラノ）
  - ヴェルグンデ（メゾソプラノ）
  - フロースヒルデ（アルト）
- ギービヒ家の兵士たち（男声合唱）

四部作中、合唱が採用されているのは本作のみである。

### 楽器編成
『ラインの黄金』とほぼ同じ4管編成。打楽器が異なる。弦楽は人数が指定されている。
- ピッコロ、フルート 3（第3はピッコロ持ち替え）、オーボエ 3、イングリッシュ・ホルン（オーボエ持ち替え）、クラリネット 3、バス・クラリネット、ファゴット 3（第3はコントラファゴット持ち替え）
- ホルン 8（第5・第6はテノール・テューバ持ち替え、第7・第8はバス・テューバ持ち替え）、トランペット 3、バス・トランペット、トロンボーン 3、コントラバス・トロンボーン、コントラバス・テューバ
- ティンパニ 2対（第一ティンパニは少なくともここでは3個必要）、トライアングル、シンバル 1対、中太鼓、グロッケンシュピール、タムタム、ハープ 6
- 弦五部（第1ヴァイオリン 16、第2ヴァイオリン 16、ヴィオラ 12、チェロ 12、コントラバス 8）[注釈 2]

## 構成
序幕付の全3幕、11場からなる。序幕と第1幕の間に休止はなく、各場は管弦楽の間奏によって切れ目なく演奏される。

### 序幕　ヴァルキューレの岩山

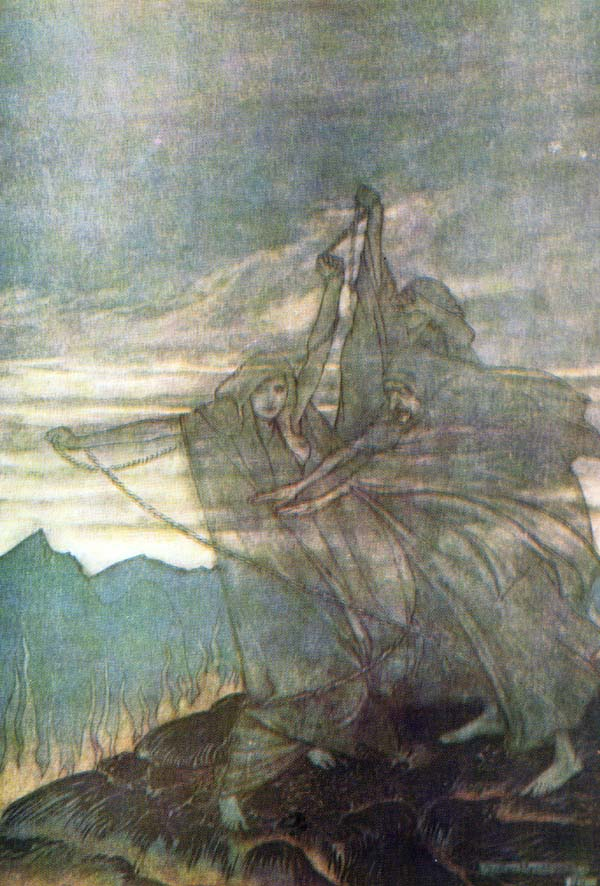
3人のノルン

序奏は「覚醒の動機」のライトモティーフで始まるが、『ジークフリート』（第3幕第3場）のときより半音低い変ホ短調で、拍子・速度指定も異なる。エルダの娘で「運命の女神」である3人のノルンが登場し、「過去」、「現在」、「未来」を語る。第1のノルンは、『ラインの黄金』以前の前史、第2のノルンはヴォータンの槍が叩き折られたこと（『ジークフリート』第3幕第2場）、第3のノルンは世界終末を予感・幻視する。やがてノルンたちが操る綱が切れ、3人は大地の下に姿を隠す。

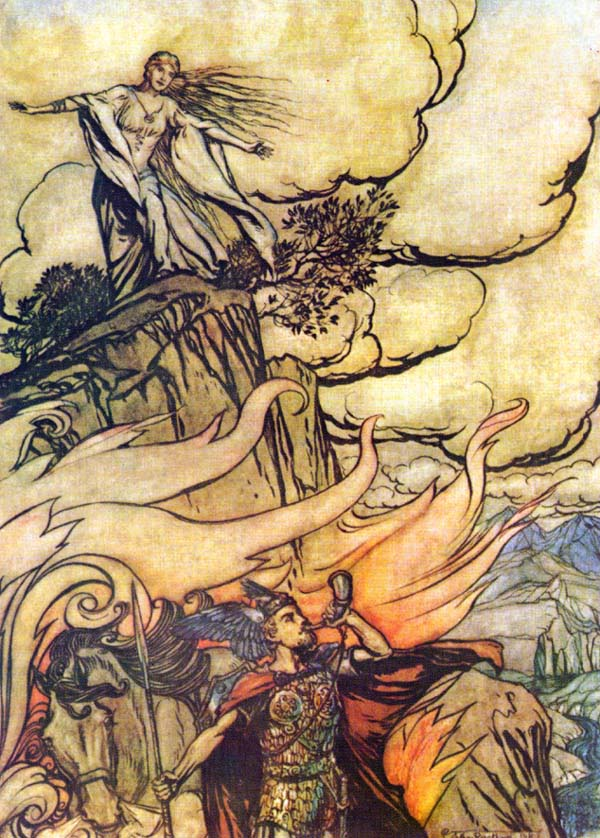
角笛を吹いて旅立つジークフリートを見送るブリュンヒルデ

ここより管弦楽による「夜明け」の音楽。「ブリュンヒルデの愛の動機」が繰り返され、高揚したところでブリュンヒルデとジークフリートが登場する。ジークフリートは「支配の指環」をブリュンヒルデに愛の証として預け、ブリュンヒルデは愛馬グラーネをジークフリートに贈る。新たな勲を求めてライン川に向けて旅立つジークフリートを、ブリュンヒルデは岩山に残って見送る。管弦楽による「ジークフリートのラインへの旅（ライン騎行）」が第1幕への間奏曲となる。

### 第1幕　ライン河のほとり、ギービヒ家の館の大広間―ヴァルキューレの岩山

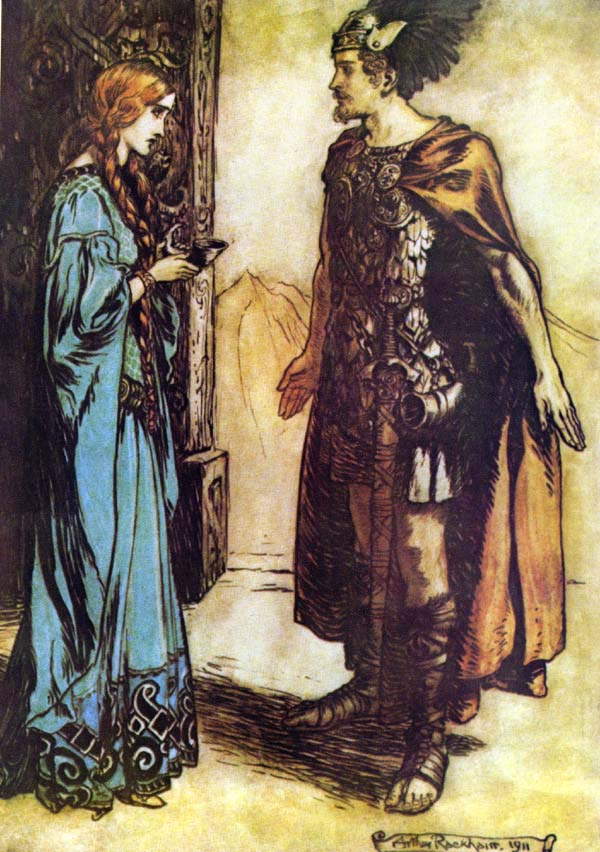
グートルーネが「忘れ薬」の入った酒をジークフリートに勧める

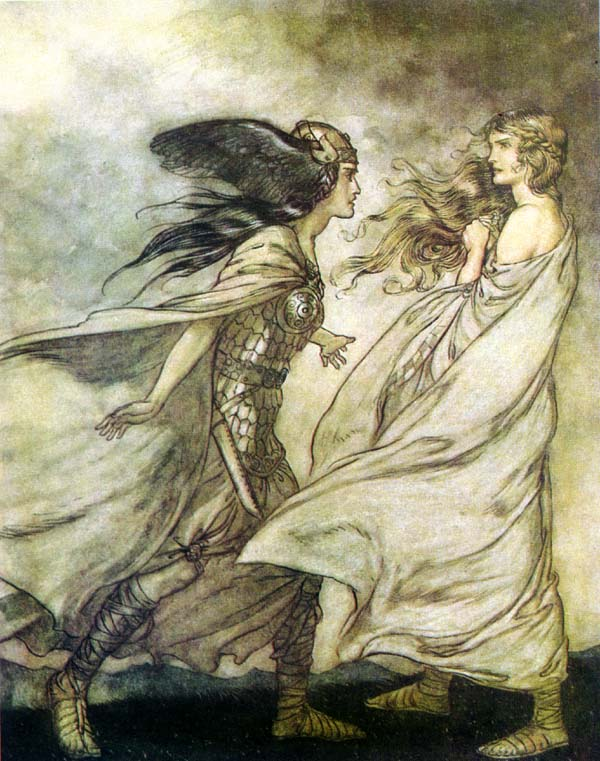
ヴァルトラウテがブリュンヒルデに指環を手放すよう頼む

第1場
グンターとグートルーネ、ハーゲンが話し合う。ギービヒ家の名声を高めるため、炎に囲まれた岩山のブリュンヒルデをグンターの妻とし、無双の英雄ジークフリートをグートルーネの夫に迎えるよう提案したハーゲンは、そのためにジークフリートに薬を飲ませて過去を忘れさせるという計略を考え出す。グンターとグートルーネは同意する。そこへジークフリートの角笛が聞こえてくる。小舟でライン川をさかのぼるジークフリートにハーゲンが呼びかけ、館に招く。
第2場
ギービヒ家の館に入ったジークフリートは、戦いか友好かどちらかを選べと迫る。グンターは歓迎の意を表し、グートルーネが「忘れ薬」の入った飲み物をジークフリートに手渡す。忘れ薬を飲んだジークフリートは、たちまちブリュンヒルデのことを忘れ、目の前のグートルーネに夢中になってしまう。ジークフリートはグンターと義兄弟の盟約を誓い、グンターがブリュンヒルデを妻として欲していると聞くと、グンターのために岩山を囲む炎をかいくぐってブリュンヒルデを誘拐することを約束、ただちに二人は出発する。
グートルーネが部屋に下がり、見張りのためにひとり残ったハーゲンは、ジークフリートやグンターらへの憎悪を示し、すべては支配の指環を奪うための策略であることを語る（「ハーゲンの見張り」のモノローグ）。
第3場
場面転換して岩山。ブリュンヒルデのもとへヴァルトラウテが訪ねてくる。『ジークフリート』第3幕第2場でジークフリートに槍を折られたヴォータンは、ヴァルハルに戻ると世界樹のトネリコを切り倒させ、城内に薪を高く積み上げて神々の終焉を待ち受けていた。
ヴァルトラウテはヴァルハルのただならない様子を伝え、神々の窮地を救うために指環をラインの乙女たちに返すようブリュンヒルデに懇願する。しかし、ブリュンヒルデはジークフリートとの愛の証を手放すつもりはないとして拒絶する。絶望したヴァルトラウテは飛び去る。
そこへ隠れ頭巾でグンターの姿になりすましたジークフリートが現れる。ブリュンヒルデは悲鳴を上げて抵抗するが、ジークフリートは力ずくで従わせ、ブリュンヒルデから指環を奪う。

### 第2幕　ライン河畔、ギービヒ家の館の前

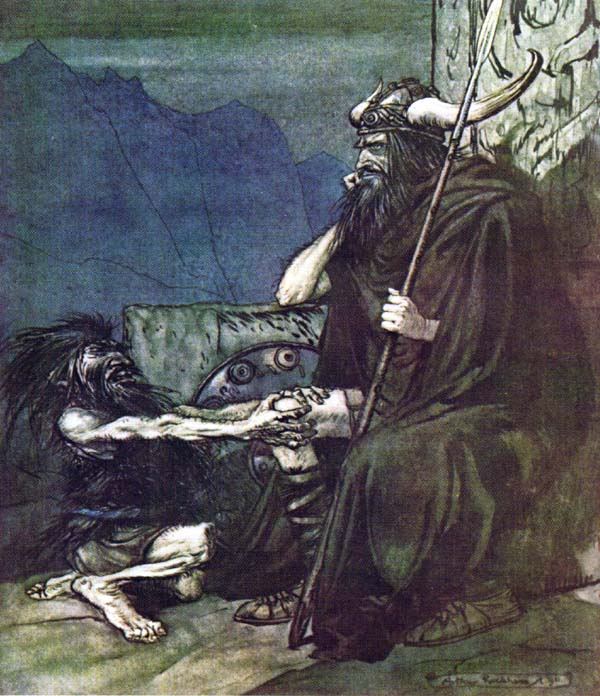
見張り中のハーゲンの前に姿を現したアルベリヒ

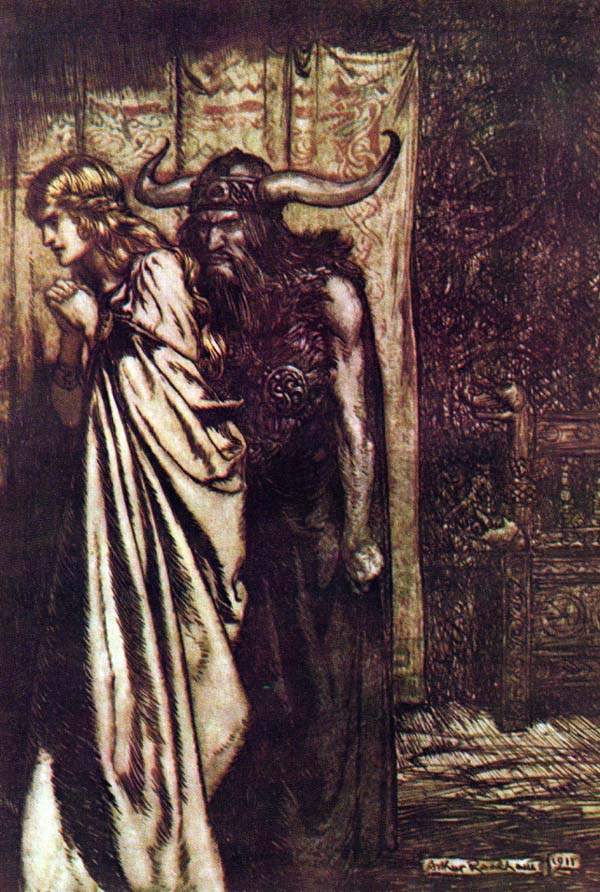
ブリュンヒルデに近づくハーゲン

「闇の領域」を表す、暗く重々しい序奏。
第1場
ハーゲンの前にアルベリヒが現れる。アルベリヒはハーゲンに指環の奪還を誓うよう求めるが、ハーゲンは心配無用だと答える。
第2場
夜明けとともにジークフリートがギービヒ家の館に戻ってくる。ジークフリートはハーゲンに、「求婚」がうまくいったこと、遅れてグンターがブリュンヒルデを連れて帰ってくることを告げる。グートルーネはジークフリートとブリュンヒルデが一夜をともにしたと聞いて気にするが、ジークフリートは「二人は近くにいたが、離れていた」と言い訳する。
第3場
ハーゲンが軍勢を呼び集める。これに応えて、四部作を通じて初めて合唱が登場する。集まってきたギービヒ家の家臣たちに、ハーゲンは冗談を飛ばしながら婚礼のための招集であることを告げ、これを聞いた家臣たちは陽気に歌い出す。
第4場
グンターとブリュンヒルデが館に到着し、家来たちが出迎える。ブリュンヒルデは館のうちにジークフリートを見いだして愕然とする。ジークフリートがグートルーネと結婚しようとしていること、さらに、グンターに奪われたと思っていた指環をジークフリートがはめていることに気づいたブリュンヒルデは、ジークフリートが自分を裏切り、グンターになりすまして捕らえたのだと糾弾する。このため、グンターは家来たちの前で面目を失ってしまう。
過去を忘れたままのジークフリートは、ハーゲンが突き出した誓いの槍に手を当て、自身の潔白を宣誓する。ブリュンヒルデはジークフリートを押しのけ、偽誓したジークフリートは倒されるべきと宣誓する。騒然となるなか、ジークフリートは「口先の争いには男はいさぎよく引き下がろう」と言い残し、グートルーネと家来たちを従えて館へ引き上げる。
第5場
あとに残ったブリュンヒルデ、グンター、ハーゲン。身の不幸を嘆くブリュンヒルデにハーゲンが近づく。ジークフリートへの復讐心にとりつかれたブリュンヒルデは、ジークフリートを不死身とするためにまじないをかけたこと、ただし、敵に背を見せない男と信じ、背中にはまじないをかけなかったことをハーゲンに告げる。ハーゲンは、グンターが失った面目を取り戻すためは、ジークフリートの死しかないとして、グンターを励ます。グンターは、兄弟の契りを交わしたことや、グートルーネの心情を思いやって躊躇するが、ハーゲンに押し切られて同意する。二人は次の日にジークフリートを狩りに呼び出すことにする。
復讐を誓うブリュンヒルデとグンター、二人を利用して指環を奪おうとするハーゲンによる三重唱。幕切れでは、館からジークフリートとグートルーネの婚礼の行列が繰り出してくる。

### 第3幕　ライン河のほとり、自然のままの森と岩が入り組んだ谷あい

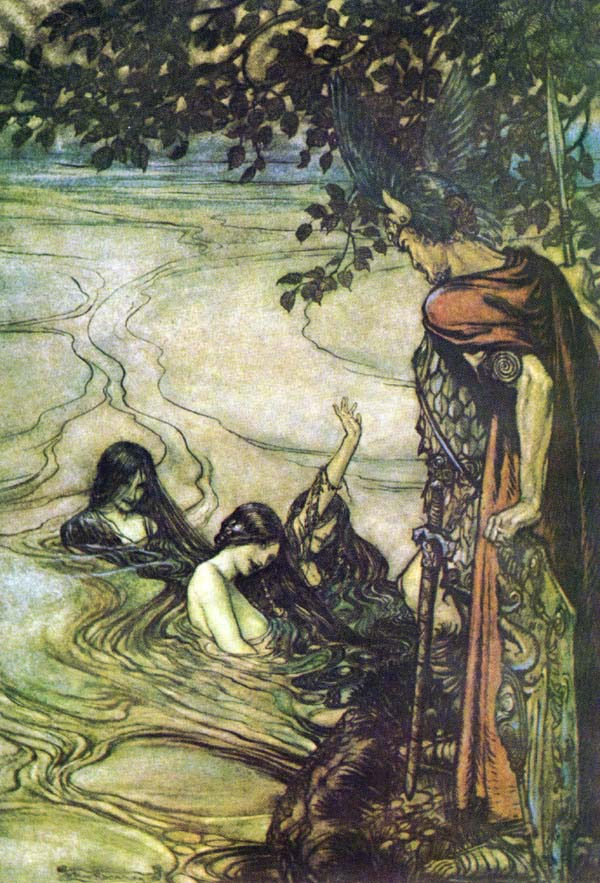
ラインの乙女たちがジークフリートに警告する

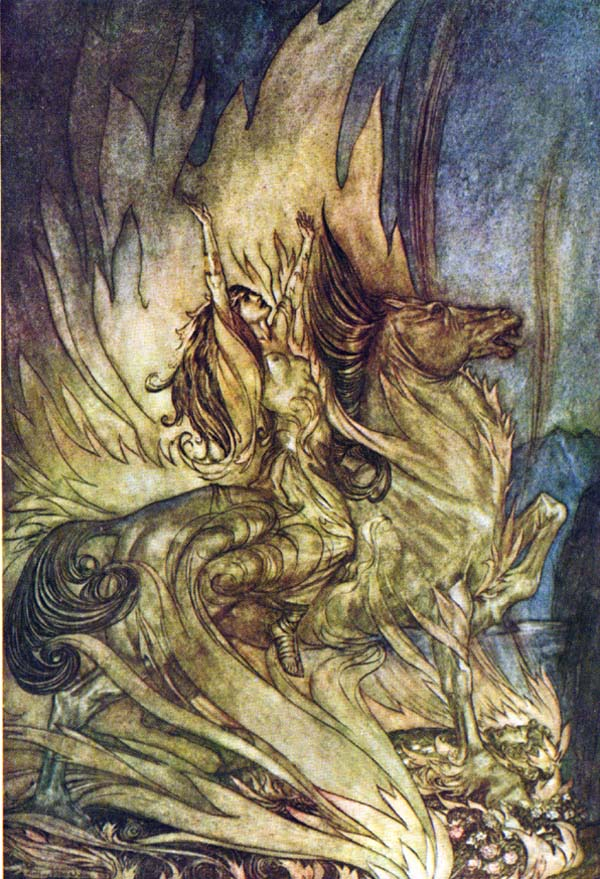
ブリュンヒルデの自己犠牲

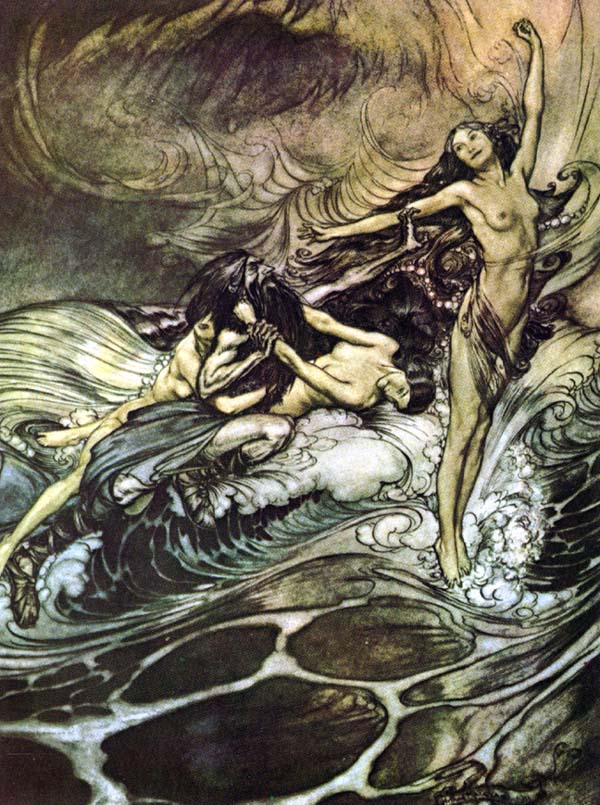
ハーゲンを深みに引き込むラインの乙女たち

「角笛の動機」に「苦痛の動機」が応える不吉な序奏。
第1場
翌日。狩りの途中で道に迷ったジークフリートに、3人のラインの乙女たちがからかいの言葉をかける。乙女たちから指環をほしいといわれ、戯れに一度は渡す気になるジークフリートだったが、乙女たちが面持ちをあらため、指環に呪いがかかっていること、これを持つものに死の災がふりかかると警告したことで、反発心がわき上がり、翻意する。乙女たちは、この日のうちにも指環はブリュンヒルデが相続することになるだろうと予言し、彼女の元に向かう。
第2場
グンター、ハーゲンらの一行がジークフリートと合流する。顔色の優れないグンターを励まそうと、ジークフリートは自分の身の上を語り始める。ハーゲンは記憶を呼び戻す薬を酒に入れてジークフリートにすすめる。酒を飲んだジークフリートは、過去を語るうちにブリュンヒルデとの出会いを思い出し、一同に明かしてしまう。驚愕するグンター。ハーゲンは間髪を入れず、飛び去る二羽の大ガラスにジークフリートの注意を向けさせ、ジークフリートが後ろを振り向いたところ、その背中に槍を突き立てる。「なんということをしたのだ！」と責めるグンターに、ハーゲンは「偽誓を罰したのだ」とうそぶく。瀕死のジークフリートは、ブリュンヒルデの目覚めを回想して息絶える。
第3場への間奏、「ジークフリートの葬送行進曲」。
第3場
グンター、ハーゲンらがギービヒの館に帰ってくる。ジークフリートの死を知ったグートルーネはグンターを詰り、グンターはハーゲンの犯行だと明かす。昂然と開き直ったハーゲンは、ジークフリート殺害は偽誓の報いであり、指環は自分のものだと要求する。グンターは指環は自分とグートルーネのものだとして拒絶するが、ハーゲンはグンターに襲いかかって倒す。ハーゲンがジークフリートの亡骸から指環を取ろうとすると、ジークフリートの手が威嚇するように持ち上がってこれを拒み、一同はその場に凍り付いたようになる。
そこへ、館の奥からブリュンヒルデが威厳ある姿で登場する。グートルーネがブリュンヒルデを非難するが、ブリュンヒルデは一喝して退け、恥じたグートルーネはグンターの遺体にかがみ込んで動かなくなる。
以下、幕切れまで「ブリュンヒルデの自己犠牲」の音楽。ラインの乙女たちからすべてを聞かされたブリュンヒルデは、ギービヒ家の家臣たちに河畔に薪を積み上げるよう命じる。ジークフリートを称え、その亡骸を薪の山の上に運ばせる。ブリュンヒルデは指環を手に取り、ラインの乙女たちに返す決意を語る。積まれた薪の山に松明が投じられ、火が燃え上がると、ブリュンヒルデは愛馬グラーネにまたがり、炎の中に飛び込む。
ギービヒの館は炎に包まれて崩れ落ち、ライン川は氾濫して大洪水となる。ラインの乙女たちが姿を現し、これを見たハーゲンは「指環から下がれ！」と叫んで飛び込むが、ヴォークリンデとヴェルグンデに水中に引き込まれてしまう。フロースヒルデが指環を高くかざしている姿が見え、乙女たちは泳ぎ去る。炎は天上に広がり、神々と勇士たちが居並ぶヴァルハルが炎上する。「愛の救済の動機」による終結。

## 配役
ハーゲン
悪の魅力に富むジークフリートの宿敵である。劇的なバス役としてはドイツ・オペラの最高峰といわれ、リヒャルト・シュトラウスの歌劇『ばらの騎士』のオックス男爵役と双璧をなす。
グンター
ハーゲンの陰謀に荷担するものの、いざとなると自責の念に駆られるという弱さも見せる。高貴で威厳を保っているが、優柔不断でもあるという複雑さを持つ。

## 物語
『神々の黄昏』は、ワーグナーが1848年に台本草案を書いた『ジークフリートの死』が元になっている。すなわち、本作は『ニーベルングの指環』で最初に構想されたものであり、同時にこの四部作の結論でもある。ワーグナーは、この結論から、『若きジークフリート』（後の『ジークフリート』）を前編に置いた二部作構想、さらにさかのぼって前史までを描く四部作へと構想を広げていった。
『神々の黄昏』には、ド・ラ・モット・フーケの戯曲三部作『北方の英雄』の影響が見られる。とりわけ『北方の英雄』の第1部『大蛇殺しのジグルト』（1805年）には序幕が置かれ、ノルンの登場、ブリュンヒルデの自死、頭韻が不完全ながら用いられているなど、本作との共通点が認められる。とはいえ、歌劇の台本に頭韻を用いたのは、ワーグナーが最初である。

### 『ジークフリートの死』の成立過程
1848年10月初め、ワーグナーはエッセイ『ニーベルンゲン神話』の草稿を書き、これをもとに10月21日には『ジークフリートの死』全3幕の散文草稿を仕立て、それぞれエドゥアルト・ドゥヴリアン（俳優・演出家。デフリーントとも）に朗読して聞かせた。ドゥヴリアンは絶賛しながらも、一般になじみのない北欧神話を題材としたことや、内容に叙事的な語りが多いことへの懸念を示したという。ワーグナーはこれを受けて新たに序幕として「ノルンの情景」を置き、ブリュンヒルデとジークフリートの別離の情景を草稿に追加し、韻文による『ジークフリートの死』初稿とする。この序幕追加は、後に四部作へと構想が拡大するきっかけとなった。その後、12月には「リヒャルト・ワーグナーによる3幕の英雄歌劇」と題された『ジークフリートの死』浄書稿が完成したと見られる。

### 『ジークフリートの死』と『神々の黄昏』の相違点
当初の構想が二部作、さらに四部作へと拡大するなかで、1852年に『ジークフリートの死』はその前編に当たる『若きジークフリート』とともに手直しがされ、1863年に『ジークフリートの死』は『神々の黄昏』と改題された。とくに『神々の黄昏』では、『ジークフリートの死』よりも結末が悲劇的なものに変えられているのが特徴であり、これによってテクストにも大きな差が生じている。主な相違点は以下のとおり。
- 序幕「ノルンの情景」は『ジークフリートの死』では神託的であったが、『神々の黄昏』では音楽も行為もより劇的であり、テクストの分量も拡大された。
- 第1幕では、第2場の結びに「ハーゲンの見張り」のモノローグが追加された。さらに、第3場でブリュンヒルデを訪ねてくるのは、『ジークフリートの死』ではヴァルキューレたちであったが、『神々の黄昏』ではヴァルトラウテ一人に変更され、語りも長大なものとなった。
- 以降、第3幕の「ジークフリートの葬送行進曲」まではさしたる変更はないが、その後、葬送行進曲による舞台転換から、『ジークフリートの死』では2場に分かれていたものが、『神々の黄昏』では一貫した情景に統一された。『ジークフリートの死』でジークフリートがヴァルハルに迎えられ、神々の安寧が保たれるというハッピーエンドは、ブリュンヒルデによるジークフリートの事業の完遂、そしてヴァルハルの炎上によるラグナロク（神々の黄昏）の実現となった。

### 三つの結末
『神々の黄昏』第3幕の終結部分、「ブリュンヒルデの自己犠牲」の語りには、現在の形で完成するまでに以下の2種類の歌詞が残されており、ワーグナーがこれらの選択のなかでどれを選ぶか探っていたことをうかがわせる。
1. 1852年に書かれた結末で、「喜びにつけ悲しみにつけ、至福をもたらすのは愛のみ」という歌詞で結ばれるもの。研究者によって「フォイエルバッハ的結末」と呼ばれる。
2. 1856年に書かれた「私は世界の終わりを見た」と結ぶ歌詞。より悲観的であり、「ショーペンハウアー的結末」と呼ばれる。

ワーグナーは最終的にはこのいずれも採用せず、歌詞でなく音楽にすべてを委ねた。幕切れの音楽で高く奏される「愛の救済の動機」は、「フォイエルバッハ的結末」を暗示しているとも受け取れるが、言葉を欠いているために自由な解釈の余地を残している。
このことは、音楽によるメッセージは多様な解釈を許容するものの、そのいずれかに一義的に還元されることを拒んでいるといえる。また、神話も多様な解釈を許すが、単一の解釈への還元を拒むのであり、「可能態としてはそのすべてでありながら、実際はそのいずれでもない」というところに『ニーベルングの指環』の神話的形象としての独自性がある。このようにして世界の全体像を描き出したこの作品を、フリードリヒ・ニーチェは「概念形態によらない巨大なシステム」と呼んだ。

## 音楽
『ニーベルングの指環』四部作のリブレットの行数を比較すると、『ラインの黄金』1,876行、『ヴァルキューレ』2,317行、『ジークフリート』2,770行、『神々の黄昏』2,085行であり、一幕構成の『ラインの黄金』を除けば『神々の黄昏』がもっとも短い。しかし、上演時間で比較すれば『神々の黄昏』が最長となる。これは、『神々の黄昏』には序幕と第1幕の間奏「ジークフリートのラインへの旅」や第3幕の間奏「ジークフリートの葬送行進曲」など、管弦楽部分による間奏部分が多いことが一因であり、同時に、一般に言葉以上に音楽がものをいう場面が多くなっていることの結果である。その最たるものが、上記の第3幕の幕切れである。

### 主なライトモティーフ

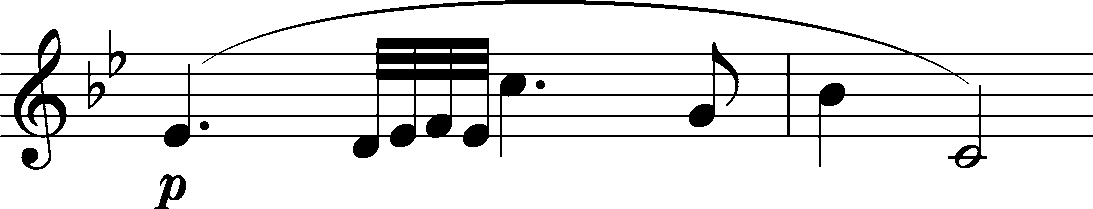
ブリュンヒルデの愛の動機

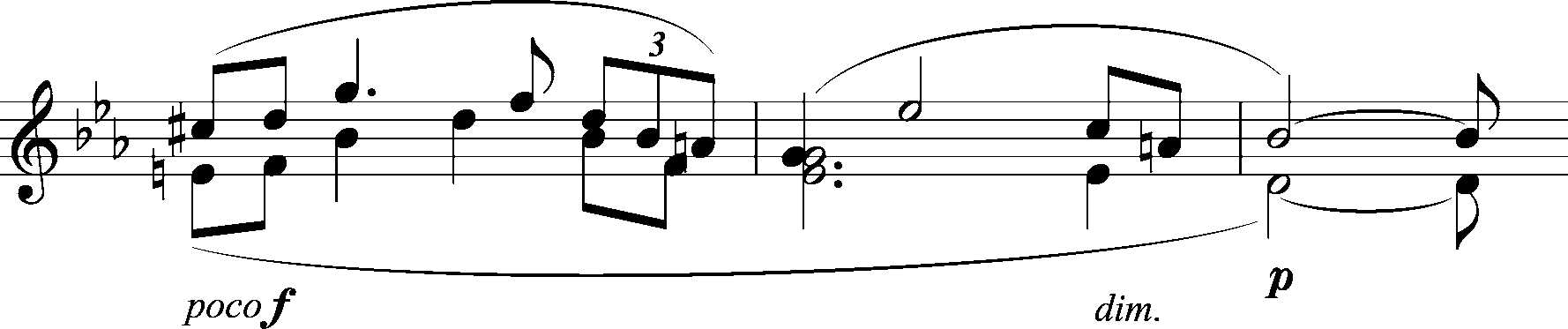
英雄的な愛の動機

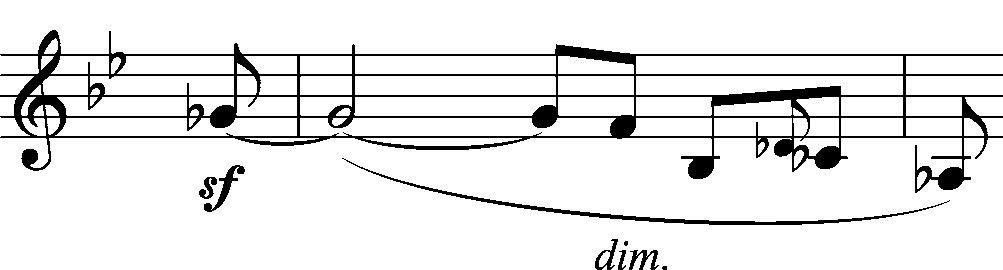
殺意の動機

ワーグナーは『ニーベルングの指環』四部作で、物語の登場人物、あるいは道具や概念などを短い動機によって示すライトモティーフ（示導動機）の手法を駆使している。フランスの音楽学者アルベール・ラヴィニャック(1846 - 1916)によれば、『指環』四部作中に計82のライトモティーフが数えられ、そのうち『神々の黄昏』に現れるのは8個である。しかし、前作までのモティーフの繰り返しを含めると42で構成されるとする。『神々の黄昏』で新たに登場する主なライトモティーフは以下のとおり。
第1幕
「運命の綱の動機」、「ブリュンヒルデの愛の動機」、「英雄的な愛の動機」、「贖罪の動機」
第2幕
「殺意の動機」、「日の出の動機」、「問いの動機」
第3幕
「英雄の死の動機」

### 作曲手腕の成熟
すでに述べたとおり、『ニーベルングの指環』四部作は、台本については『神々の黄昏』の前身となる『ジークフリートの死』が最初に成立し、ここから順次さかのぼる形で手がけられたが、作曲は逆に上演順にすすめられ、『神々の黄昏』が最後となった。これにより、本作では『ラインの黄金』以降の豊富な動機群を思うさま利用できたことになる。
『神々の黄昏』に先立つ『ジークフリート』の作曲期間に10年以上の中断があることから、『ジークフリート』第2幕と第3幕で作風様式の変化がよく指摘される。しかし、指揮者・作曲者のピエール・ブーレーズは、『神々の黄昏』序幕の冒頭26小節の異例ともいえる短さ、「ノルンの情景」に見られる和声語彙の充実、テクスチュアの豊饒、主題操作の想像を絶したコンビネーションを考えたとき、ワーグナーの作曲手腕の成熟はむしろ『ジークフリート』と『神々の黄昏』の間に見られるとし、ワーグナー晩年の様式はこの「ノルンの情景」と「ハーゲンとアルベリヒの情景」（第2幕第1場）に始まっていると説く。。
一方、当初はワーグナーの洗礼を受けながら、後に反発した作曲家クロード・ドビュッシーは、本作のようにライトモティーフが短い間に頻繁に交錯することについて「注意深く聴かれたがる小うるさい短い楽句のぎっしりつまった音楽」と揶揄している。

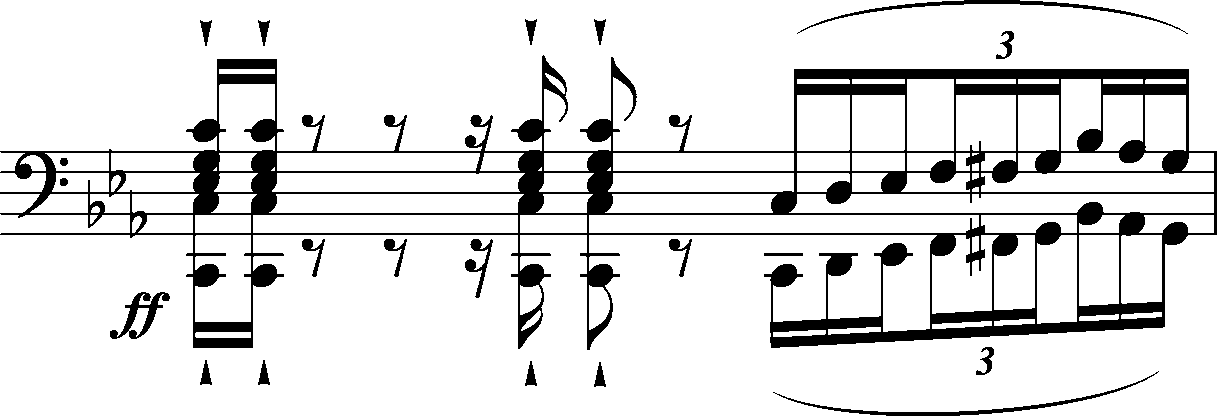
「英雄の死の動機」（「ジークフリートの葬送行進曲」から「厳かに」の部分）

### 「ジークフリートの葬送行進曲」
第3幕第2場と第3場の間奏曲として演奏される「ジークフリートの葬送行進曲」は、これに先立って瀕死のジークフリートがブリュンヒルデの覚醒を回想する場面とともに、『ニーベルングの指環』全体の「第一フィナーレ」の役割を果たしている。音楽は独立した管弦楽曲としても演奏される。
曲は、音楽の機能によって「哀悼」、「葬送」、「舞台転換」三つの部分に分けられる。
哀悼
ハ短調。死を象徴する減5度音程が多用され、息の長い緊張が持続する。低弦に「英雄の死の動機」が繰り返されるうちに、「ヴェルズングの苦難の動機」が現れる。
葬送
「厳かに」（前半）と「表情豊かに」（後半）の二つの部分からなる。
前半は、「ヴェルズングの英雄の動機」がハ短調、ヘ短調で示され、変ニ長調に転じる。後半は、『ヴァルキューレ』第1幕でのジークムントの嘆き「お分かりでしょう、フリートムントと名乗らぬわけも」が再現、木管に「ジークリンデの動機」と「ヴェルズングの愛の動機」が連結され、低音部に「ヴェルズングの苦難の動機」が再び出る。
舞台転換
トランペットに「剣の動機」が本来のハ長調で現れ、これに導かれてオーケストラが全開となる。ホルンに「ジークフリートの動機」（ハ短調）、金管群に「ジークフリートの英雄の動機」（変ホ長調）がそれぞれ初出の調性に立ち返って再現、総括する。